# Kyrylo Stremoussow

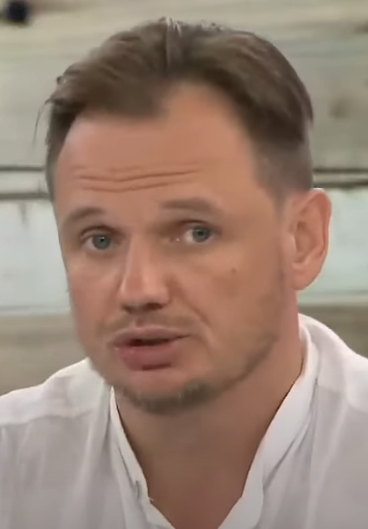
Kyrylo Stremoussow (2020)

Kyrylo Serhijowytsch Stremoussow (ukrainisch Кирило Сергійович Стремоусов; russisch Кирилл Сергеевич Стремоусов Kirill Sergejewitsch Stremoussow; * 26. Dezember 1976 in Holmiwskyj, Ukrainische SSR, Sowjetunion; † 9. November 2022 in Henitschesk, Ukraine) war ein russisch-ukrainischer Blogger und politischer Aktivist, der im rechtsfreien Raum des Russischen Überfalls auf die Ukraine vom 26. April 2022 bis zu seinem Tod am 9. November 2022 „stellvertretender Leiter“ der kollaborierenden Verwaltung des russisch besetzten Teils der Oblast Cherson der Ukraine war. Er war in verschiedene Skandale verwickelt.

## Leben
Er studierte in Ternopil Nationalökonomie und war dann 2001 bis 2006 Besitzer der Firma Vega, die Fischfutter verkaufte. Später leitete er kurzzeitig eine lokale Fischereiinspektion in Henitschesk und übernahm 2007 kurze Zeit eine führende Position im Kiewer Fischereiausschuss. 2009 gründete er in Cherson die Nachrichtenagentur Tavria-News und führte Seminare durch, in denen mit Hilfe alternativer Medizin eine gesunde Lebensweise propagiert wurde.
Im Jahr 2011 erhielt er ein Arbeitsvisum für 5 Jahre für die Vereinigten Staaten. Er arbeitete als Handwerker in Chicago und trampte einige Zeit durch die USA, Mittel- und Südamerika. 2013 gründete er eine Organisation „Lokale Initiative“ und im Dezember, also während der Euromaidan-Proteste, „Für den Präsidenten der Ukraine“, welche Wiktor Janukowytsch unterstützte. (Im Sommer zuvor habe er eine Art Community aufgebaut, welche sich selbst Pässe ausstellte und gegen den Staat war.) Er habe endlose Beschwerden und Denunziationen eingereicht und schien dabei wie ein Oppositionsreporter zu arbeiten – aber meist auf Bestellung und im Sinne einer Irreführung der Polizei. Der unaufgeklärte Tod einer Frau nach einem Schwefelsäure-Attentat wird mit Stremoussow in Verbindung gebracht. Mit Komplizen hatte er den Bürgermeister wegen mangelnder Schneeräumung auf die Straße gezerrt und ihn geprügelt. Im Jahr 2017 versuchte er einen Konvoi des ukrainischen Sicherheitsdienstes (SBU) anzugreifen, um einen Krim-Abgeordneten von Einiges Russland von einer Gerichtsverhandlung zu vertreiben. Im Jahr 2017 erregte ein YouTube-Video Aufmerksamkeit, in dem er seine vier Monate alte Tochter wild an ihrem Bein herumwirbelte, das auch vom britischen Boulevardblatt The Sun aufgegriffen wurde. 2019 verübte er einen Angriff auf eine Zeitung. Ab 2020 verkaufte er „journalistische Ausbildungen“, welche sich auf das Ausfüllen eines Formulars beschränkten, worauf die Ethik-Kommission des Journalistenverbandes diesen Missbrauch von Journalisten-Privilegien anprangerte. Stremoussow war Impfgegner und war Anhänger von Verschwörungstheorien, beispielsweise über angebliche US-Biolabore in der Ukraine, seiner Meinung sogar in Cherson und diese hätten Viren verbreitet. Seine Kanäle transportierten ferner die russischen Propaganda-Narrative einer neuen Nazismus-Welle in der Ukraine. Im Herbst 2020 sperrte Youtube wegen Verbreitung von Falschaussagen seinen Kanal.
Stremoussow wurde vom SBU wegen Hochverrats gesucht. Schon 2021 war ukrainischerseits berichtet worden, er habe ein Haus als Geschenk erhalten, dies aus der Hand eines Offiziers des russischen Geheimdienstes FSB.
Während seiner Zeit als stellvertretender Leiter des russischen Besatzungsregimes trug er eine Uniform mit seinem Kampfnamen „Stalin“.
Nach russischen Angaben starb Kyrylo Stremoussow am 9. November 2022 bei einem Verkehrsunfall. Aufnahmen des Unfallwagens wie auch die Umstände davor erweckten Zweifel an dieser Darstellung. Dies nährte Spekulationen, dass russische Sicherheitsdienste mit seinem Tod zu tun haben könnten. Des Weiteren hat die ukrainische Partisanengruppe Atesh Atesh die Verantwortlichkeit für seine Ermordung übernommen.
Der russische Präsident Wladimir Putin erließ posthum ein Dekret, mit dem Stremoussow der russische Tapferkeitsorden verliehen wurde.

## Rezeption
Die russische Exil-Onlinezeitung Nowaja gaseta. Europa schrieb im September 2022: „Macht korrumpiert, absolute Macht korrumpiert absolut. Heute ist Stremoussow ein Beispiel absoluter Macht. Er kann alle Entscheidungen treffen, die er will, sei es die Unterzeichnung von Hinrichtungslisten oder von Beschlagnahmungen“. Der britische Guardian hatte Stremoussow im August kontaktiert, worauf jener freimütig erzählte, auf einem nie endenden Höhenflug zu sein. Der Guardian bilanzierte im November, die Geschichte von Stremoussow zeige auch, wie sehr sich im heutigen Russland Ganoven und zwielichtige Gestalten tummeln, während die Führung des Landes in antiwestlicher Hysterie schwelge. („It also serves to demonstrate how thuggish and unsavoury characters thrive in Russia today as the country’s leadership embraces anti-western hysteria.“)